# Kankab
Kankab (del maya: K'ankab: patronímico maya, tierra roja o amarilla), es un vocablo maya que denomina a un cierto tipo de tierra existente en la península de Yucatán  —por cierto no muy abundante regionalmente—, apta para los cultivos tropicales y con buen drenaje hidráulico.
Es un suelo que en Yucatán se localiza en la base de las formaciones dómicas y que por su color en todas las gamas de rojo (desde el bermejo hasta el anaranjado) recibe ese nombre en idioma maya. Los suelos aptos para la agricultura en Yucatán se dividen en: Kankab, Kankab-Tzekel y Tzekel. Este último es un tipo de suelo muy pedregoso, mucho menos apto para la agricultura. El Kankab-Tzekel es una mezcla o transición de ambos suelos, conveniente para fines agrícolas mientras más kankab contenga.
La coloración rojiza amarillenta de los kankabes (k'an amarillo) se debe al contenido de sales de hierro de esos terrenos. Estas sales son disueltas por las aguas carbonatadas que son producidas en Yucatán al contacto de las aguas pluviales con los diversos carbonatos que integran las abundantes rocas calizas de la región, permitiéndose así su uso agrícola.
Normalmente los suelos de tipo kankab se localizan en la región sur del estado de Yucatán y excepcionalmente en la zona oriental de la entidad.